# Fernand Stiévenart
Pour les articles homonymes, voir Stievenart.
Fernand Joseph Jules Stiévenart, né à Douai le 21 mai 1862 et mort à Uccle (Belgique) le 22 janvier 1922, est un peintre paysagiste français de l’École de Wissant, au nord de la Côte d'Opale.

## Biographie
« Il a fait ses études au lycée de la ville de Douai mais c'est aux Écoles académiques que nous devons le suivre car c'est là surtout que se révélèrent ses aptitudes et se développèrent ses qualités. Son premier maître fut M. Constant Petit. De 1878 à 1880, F. Stiévenart suivit assidument les cours des Écoles académiques et chaque année, dans chacune des trois divisions, remporta les premières médailles. Il fut reçu l'un des premiers à l'école des beaux-arts où il fut primé ».
Dès 1888, il figure à Paris au Salon des artistes français avec des œuvres représentant des paysages. Mais c'est en 1893 qu'il devient membre de la Société des artistes français et qu'il recoit un éloge (mention honorable votée à l'unanimité qui le classe le premier parmi les mentionnés).
Peu après 1893 et un terrible naufrage qui endeuille Wissant, Stiévenart aide Adrien Demont, tout comme Pierre Carrier-Belleuse et Félix Planquette, à fonder une société anonyme nommée l'Épave, dans le but de distribuer du matériel de pêche à ceux qui en ont perdu en mer.
Originaire de Douai, il y vit avec sa femme artiste peintre, Juliette de Reul, au no 7 rue Jean-de-Gouy jusqu'en 1895 (ou 1900) lorsqu'ils partent s'installer à Wissant (Pas-de-Calais) à la villa Sainte-Marie des fleurs. Le couple a un fils, Emmanuel Fernand Jules Xavier, né à Wissant en 1902. Fernand Stiévenart y crée son atelier. Atelier et villa qui sont d'ailleurs achetés et occupés à la fin de la guerre par l'artiste peintre Paule Crampel (rue Paule-Crampel).

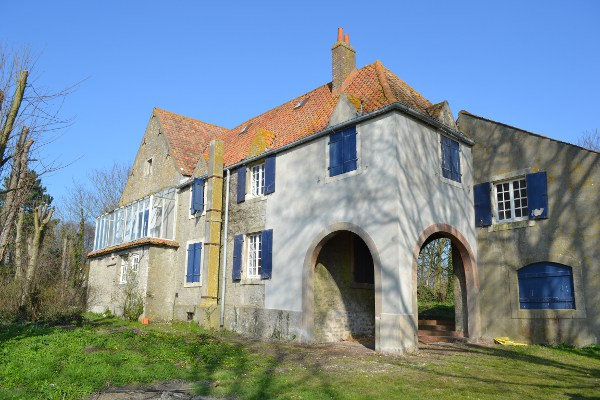
Photo de la villa Sainte-Marie aux fleurs à Wissant.

Il reçoit la médaille de bronze à l'exposition universelle de 1900 qui accueille plus de 50 millions de spectateurs. Il obtient la médaille troisième classe au Salon des artistes français de 1902 avec un Paysage du Boulonnais.
À la fin de sa vie, il part s'installer en Belgique, à Uccle, au 80 avenue Bel-Air dans un magnifique hôtel de maître qu'il fit construire.

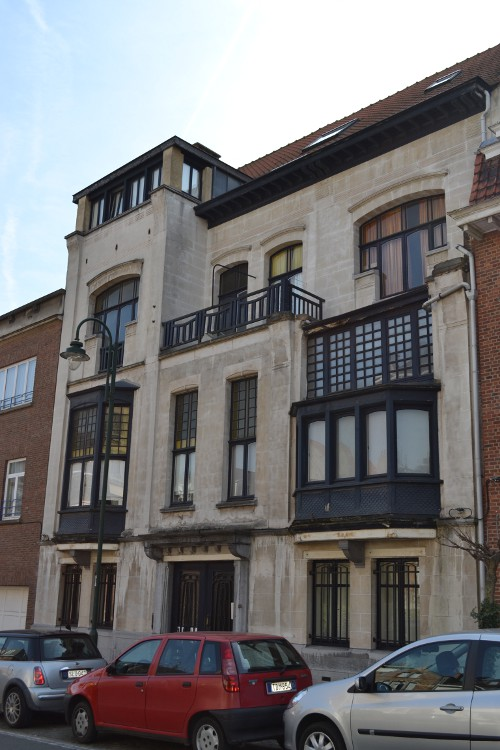
Photo de la maison de Stiévenart, avenue Bel-Air.

De caractère très modeste et très simple, sans ambition intempestive, il est le premier à applaudir, sans fiel et sans envies, aux succès des camarades et le dernier à parler de ses œuvres, si remarquées qu'elles soient.

## Son entourage, l'école de Wissant

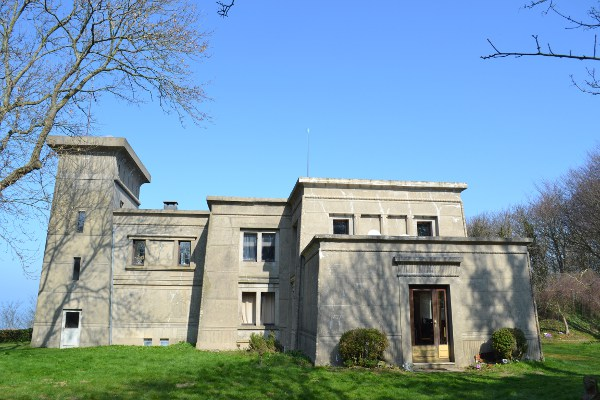
Photo du Typhonium à Wissant.

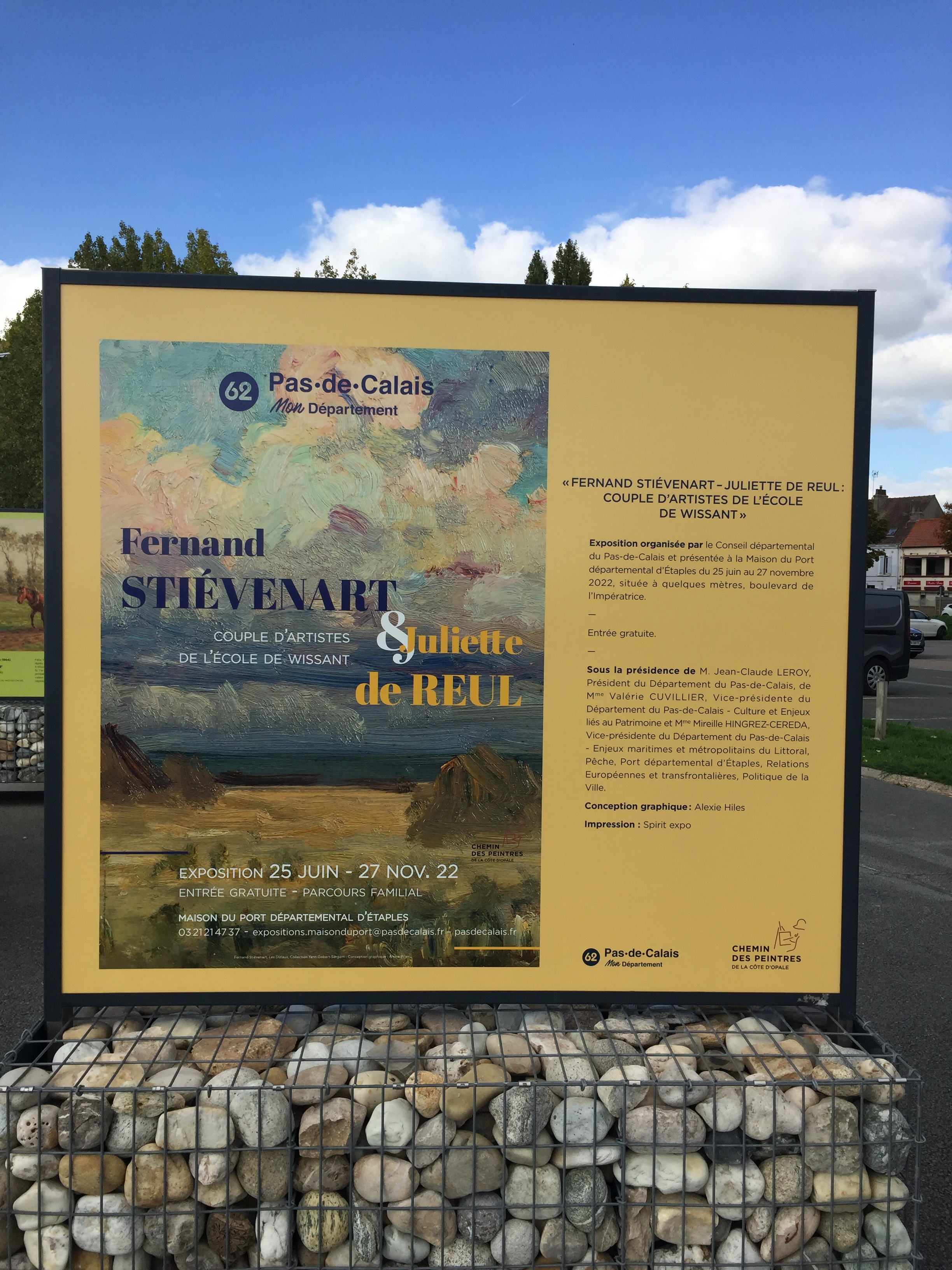
Exposition de la Maison du port d'Étaples.

Fernand Stiévenart est l'élève de Gustave Boulanger (1824-1888), peintre académique et orientaliste français et fréquente l'atelier d'Émile Breton (1831-1902).
Il est aussi l'élève d'Adrien Demont. Ce dernier est né le 25 octobre 1851 à Douai. Aux côtés de Corot, il reçoit l'enseignement de Charles Blanc et d'Émile Breton dont il épouse la nièce, Virginie Demont-Breton, le 7 février 1880. Le couple Demont-Breton tombe amoureux de Wissant et décide de s'y installer définitivement. Ils y font construire leur demeure à « l’égyptienne » au-dessus du village avec l’aide de l’architecte belge Edmond de Vigne : le Typhonium est né.
Cette demeure deviendra le temple de l'école wissantaise. Le couple invite en effet d'autres artistes dans son atelier-villa où ils enseignent leur art. Dans cette école, s'exercent ainsi Fernand Stiévenart mais aussi Georges Maroniez, Félix Planquette, Henri et Marie Duhem, Alexandre Houzé, et Valentine Pèpe.
Fernand Stiévenart, Maroniez et Duhem, tous Douaisiens, se connaissent depuis le collège. Parmi les amis des maîtres, nous retrouvons des peintres de Berck amis des Demont-Breton dont un des plus illustres étant Francis Tattegrain. Chacun s'inspire du site de manière personnelle. Ces artistes, en patriarches de Wissant, présentent leurs travaux lors des salons parisiens où ils sont maintes fois récompensés.
Wissant est une véritable cité d'artistes. Au début du XXe siècle, on y retrouve pas moins de huit ateliers de peinture dont celui de Stiévenart mais aussi ceux du pastelliste Pierre Carrier-Belleuse, de Valentine Pèpe, élève de Fernand Stiévenart, d'Adrienne Ball-Demont, de Félix Planquette, de Fernand Quignon et de François de Montholon, autour de l'École de Wissant.
La femme de Fernand Stiévenart, Juliette de Reul, est aussi une artiste peintre dont le nom apparaît au Salon des artistes français en 1898 avec Fin de journée et en 1901 avec Chardons de ruines.
Une rétrospective sur la vie et l'œuvre de Fernand Stiévenart et de Juliette de Reul est organisée à la « Maison du Port » à Étaples (musée du département du Pas-de-Calais), du 25 juin au 27 novembre 2022.

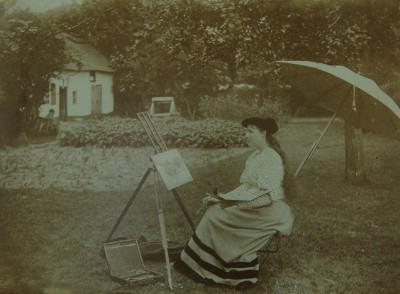
Photo de Juliette de Reul.

Quelques œuvres de Fernand Stiévenart
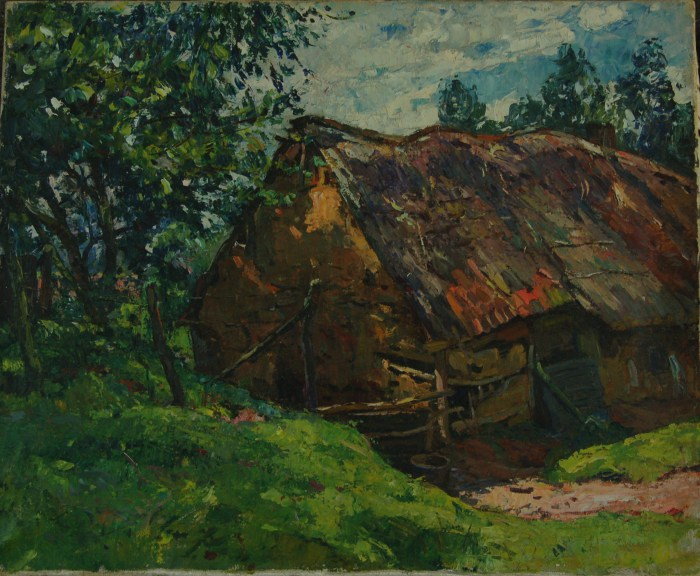
Fermette peinte.
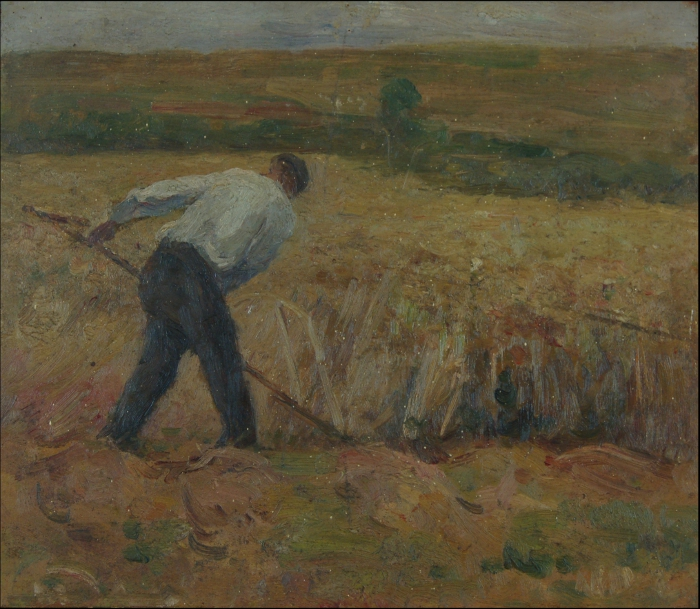
Travaux des champs.
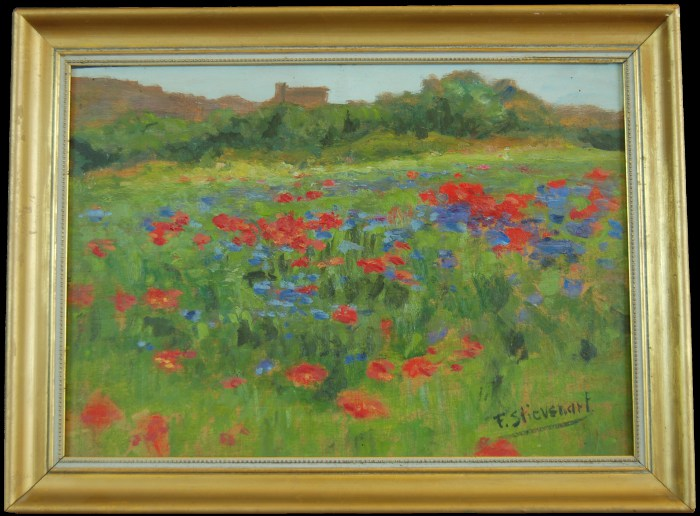
Champ de tulipes.
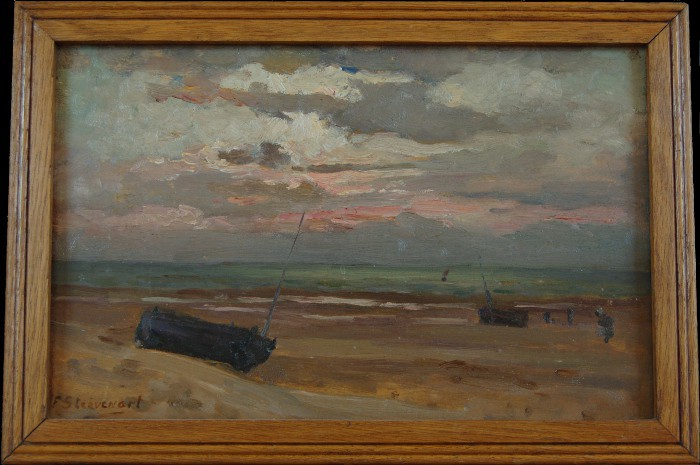
Marine.
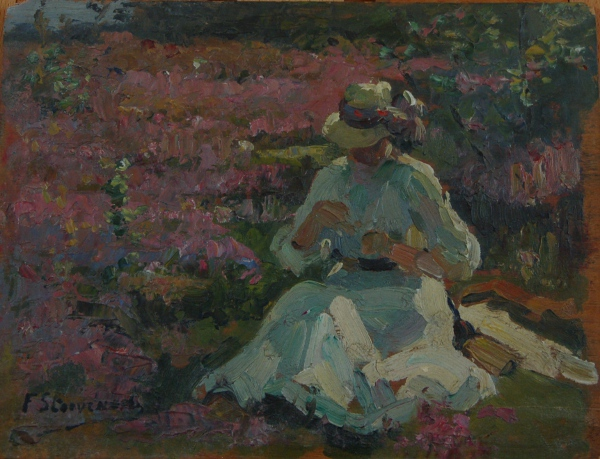
Femme.